# Minsk Cup
La Minsk Cup es una carrera ciclista profesional de un día que se disputa en Bielorrusia en la ciudad de Minsk.
Se comenzó a disputar en 2015 y forma parte del UCI Europe Tour, dentro la categoría 1.2 (última categoría del profesionalismo).

## Palmarés
| Año  | Ganador              | Segundo            | Tercero             |           |
| ---- | -------------------- | ------------------ | ------------------- | --------- |
| 2015 | Oleksandr Golovash   | Matvey Nikitin     | Nurbolat Kulimbetov |           |
| 2016 | Alexandr Kulikovskiy | Yauheni Hutarovich | Anton Ivashkin      |           |
| 2017 | Yehor Dementyev      | Andrii Bratashchuk | Yauhen Sobal        |           |
| 2018 | Maciej Paterski      | Branislau Samoilau | Norman Vahtra       |           |
| 2019 | Yauheni Karaliok     | Onur Balkan        | Maxim Piskunov      |           |
| 2020 | cancelada            | cancelada          | cancelada           | cancelada |
| 2021 | cancelada            | cancelada          | cancelada           | cancelada |

## Palmarés por países
| País        | Victorias |
| ----------- | --------- |
| Ucrania     | 2         |
| Rusia       | 1         |
| Polonia     | 1         |
| Bielorrusia | 1         |